# Tetsuya Ishida
Tetsuya Ishida (石田 徹也, Ishida Tetsuya, * 16. Juni 1973 in Yaizu, Präfektur Shizuoka; † 23. Mai 2005) war ein japanischer surrealistischer Maler mit gesellschaftskritischer Agenda.

## Stellenwert und Thematik von Ishidas Werk
Ishida Tetsuya, vierter Sohn seiner Eltern Yoshihiro und Sachiko Ishida, artikulierte vor allem Ängste sowie Gefühle der Enge und des Gefangenseins in der japanischen Gesellschaft. Seine Arbeiten repräsentieren die Nöte des jungen Humankapitals im „System“ seiner Ära wie sie zugleich in eindrucksvollen visuellen Psychogrammen den Niedergang des Erfolgsmodells Japan mit Beginn der Heisei-Ära (1989–2019) spiegeln und ebenso als zeitlose Kunst existentieller Beklemmung. Der Künstler starb im Alter von 31 Jahren auf einem Bahnübergang in Machida als der Zug ihn erfasste; man vermutet Suizid.
Ishidas Generation sah sich mit dem wirtschaftlichen Abstieg seines Landes konfrontiert, der, nach der sogenannten Bubble-Phase der 1980er und ihrem „Platzen“ (baburu no hôkai), in den 1990ern einsetzte. Als Angehöriger der „Verlorenen Generation“ (rosujene) war man angesichts eines schrumpfenden Arbeitsmarkts im schlimmsten Fall von Arbeitslosigkeit und langfristiger Prekarisierung bedroht. Universitätsabsolventen bot sich jedenfalls kaum mehr der Einstieg in attraktive Berufe, die ein gewisses Maß an Selbstverwirklichung ermöglichen, etwa in der Kreativbranche. Der Maler zeigt die Atmosphäre in der gedämpften Farbigkeit (vorwiegend Schwarztöne, Grau, blasses Blau) seiner Werke. Er entwirft ein tristes Szenario kalter Urbanität und mechanistischer Abläufe, das den jungen Angestellten das Leben erschwert (Stichwort ikizurasa), ihnen letztlich jede Lebenskraft nimmt, um sie am Ende ausgebrannt als leere Hüllen zurückzulassen. Ishida selbst verdiente sich den Lebensunterhalt temporär mit Aushilfsjobs in Convenient Stores (konbini) oder bei Straßenbauarbeiten, wobei ihn, wie es Freunde schildern, die zwischenmenschliche Kommunikation am meisten belastete.
Seine künstlerische Zeitdiagnose der Entfremdung des Humansubjekts in einer dystopischen Technopolis gilt heute als einzigartig und unübertroffen. Typisch sind die meist als alter ego Ishidas (jap. bunshin) erscheinenden Jungen oder jungen Männer, häufig im Anzug des japanischen Angestellten (salary man), deren Körper auf Extremste eingeengt (in Kisten, Schachteln) und oft sogar mit Gegenständen der urbanen Umgebung verschmolzen sind – z. B. mit Dingen des Alltags wie Waschbecken (wahlweise WC, Heizung, Stuhl, Bett), mit der Architektur, mit Geräten, Maschinen oder anderen Produkterzeugnissen. Es sind beklemmende Visionen von Einschränkung und Unfreiheit, zwanghafte Fixierungen, die sich sozusagen bis ins Fleisch festsetzen. Mit ihnen vermittelt sich eine Welt, die zutiefst trostlos und ebenso banal erscheint. Dem einsamen Ich, dessen Gefühle der Angst (jap. fuankan) vor allem mit der Arbeitskultur und einer Zukunft ohne Hoffnung in Bezug stehen, bleibt nur die Desintegration im Hamsterrad von Alltag und Arbeit sowie in der Leere ewigen Konsums, wenn nicht der „Tod durch Überarbeitung“ (karôshi) eintritt.
An zentraler Stelle befasst sich der Maler auch mit den Themen japanische Identität und der Rolle des Landes in der Gegenwart, mit den Strukturen in den Bereichen Gesellschaft, Erziehung und Bildung sowie eben mit der Arbeitswelt und mit dem Anpassungsdruck der Japaner an eine rapide fortschreitende Technisierung. Verknüpft mit diesen kulturkritischen Inhalten sind Motive der Vereinzelung bzw. der zwanghaften Isolation wie sie auch die japanische Sozialfigur des hikikomori charakterisiert. Die Identitätskrise begleitet das bereits erwähnte klaustrophobische Grundgefühl und einen tiefverwurzelten Skeptizismus im Hinblick auf die menschliche Existenz. Kommentare vertreten die Meinung, Ishida habe Porträts seines alter ego als Mittel des psychologischen Überlebens entworfen, wobei die Symbole sozialer Unterdrückung oft auch ironische oder humorvolle Anklänge hätten, die es ermöglichten, die psychische Not bzw. den Anpassungsdruck des Protagonisten zu relativieren und zum Gegenstand von Gelächter zu machen. In seinen eigenen Worten:
„I, too, can’t really choose my environment. To fit in, I must change myself, and if I refuse to, I am made to feel fear and loneliness and anxiety. When I try to express these feelings of anxiety, I think of the cold urban condition. However, that was created by people, and I know that I cannot refuse, so I try to make the situation bearable with gags, self-mockery, and irony.“

## Kontext und Deutung
Die Werkexegese zu Ishida haben bislang im Wesentlichen Kuratoren und Kunstkritiker geleistet. Japanologisch-kunstwissenschaftliche Texte stehen noch aus.
Nicht selten wird die Ähnlichkeit der abgebildeten Personen mit Ishida erkannt, doch handelt es sich laut ihrem Schöpfer nicht um Selbstporträts. Oft versieht man Ishidas Arbeiten auch mit dem Attribut „kafkaesk“, da er seltsame Metamorphosen darstellt, bei denen menschliche Formen in die von Insekten oder Tieren übergehen. Der Maler äußerte sich wiederholt, z. B. in einem archivierten Interview mit Tokyo TV, zu seiner Absicht, die japanische Gesellschaft in ihrer Widersprüchlichkeit darzustellen bzw. die Not der dieser „Gesellschaft zeitlebens ausgelieferten Menschen“ zu porträtieren. Zu dieser Aufgabe fühlte er sich wohl stets gedrängt, seit er sich als Jugendlicher, der selbst unter Mobbing (ijime) gelitten hatte, gegen die Ausgrenzung der „Schwachen“ engagiert hat.

## Ausbildung, Einflüsse, Karriere
Nachdem er die Oberschule in Yaizu 1992 absolviert hatte, studierte Ishida bis zum Abschluss 1996 an der Musashino Kunstuniversität Malerei und graphisches Design / Werbedesign. Seine Eltern wandten sich vehement gegen sein Kunststudium und kündigten ihm die finanzielle Unterstützung auf; erst später erkannten sie seine Leistung an. Ishida wurde rasch in der japanischen Kunstszene bekannt, nachdem einige seiner Bilder in verschiedenen Galerien im Tokyoter Stadtviertel Ginza zu sehen waren. Seine Werke kamen auch in die erste Auktion ostasiatischer Avantgardekunst bei Christie’s im Jahr 1998, zusammen mit den Arbeiten des jungen Murakami Takashi.
Als Einflüsse auf sein Schaffen nennt der Künstler die japanischen Maler bzw. Manga-Schöpfer Rokuro Taniuchi und Yoshiharu Tsuge. Literarische Inspirationen stammen von Dostoevski, Kôbô Abe und Osamu Dazai, filmische von Andrei Tarkovsy und Abbas Kiarostami. Wichtig waren ihm auch Vincent van Gogh, Friedensreich Hundertwasser, Anselm Kiefer und Ben Shahn. Zudem rezipierte Ishida die Interpretation von Selbstmord, wie sie der provokative deutsche Regisseur Jörg Buttgereit in seinem Beitrag Der Todesking (1990) vorlegte.
Erste Erfahrungen mit Kunst machte Ishida anlässlich der Ausstellung des litauisch-amerikanischen Künstlers Ben Shahn in seiner Heimatstadt Yaizu. Einige von Shahns Arbeiten beschäftigten sich mit dem zeitgeschichtlichen Lucky Dragon-Zwischenfall von 1954, der für Japan die Fortführung einer toxischen Geschichte der Moderne bedeutete; der Lucky Dragon-Zwischenfall bezieht sich auf die radioaktive Verstrahlung eines Fischerboots durch den Fallout eines amerikanischen Atombombentests. Ishida zeigt sich beeindruckt von den Darstellungen, die in ihm den Wunsch weckten, einen ähnlichen künstlerischen Weg einzuschlagen. Wie Ben Shahn, der als Vertreter des sozialen Realismus einen gesellschaftskritischen Standpunkt einnahm, beinhaltete Ishidas Schaffen eine sozialkritische Komponente. Nach der Ausstellungserfahrung reichte Ishida einen Masshirofunekun (Herr Weißschiff) betitelten Aufsatz bei einem Wettbewerb vor Ort ein, in dem er zum Ausdruck brachte, dass er gegen den Einsatz nuklearer Militärtechnologie war. Für einen Manga-Wettbewerb der Präfektur Shizuoka hatte er 1984 den Beitrag Yowaimono-ijime wa yameyou! (Hört auf, Schwächere zu mobben!) angefertigt. Ein prägendes Erlebnis für ihn war ebenfalls der Besuch der Ausstellung Parallel Visions: Modern Artists and Outsider Art im Setagaya Art Museum 1993. Dabei handelte es sich um die erste japanische Präsentation, die ausschließlich die sogenannte outsider art vorstellte.
Während Ishida 1996 gemeinsam mit seinem Freund Isamu Hirabayashi eine Multimedia Firma gründete, die aufgrund der wirtschaftlichen Lage dieser Jahre vor Schwierigkeiten stand, entschied er sich wenig später für eine künstlerische Solo-Karriere ohne den Zwang der direkten wirtschaftlichen Vermarktung. Ab den späten 1990ern bis 2005 war Ishida mit seinen surrealistischen Werken erfolgreich. Er nahm an etlichen Gruppen- und Einzelausstellungen teil, gewann zahlreiche Preise und wurde zu einer bekannten Größe der zeitgenössischen japanischen Kunst. In seiner aktiven Phase hatte Ishida wenigstens 200 Werke geschaffen, die man nach seinem Tod sukzessive auflistete bzw. entdecken konnte.
Im Jahr 2007 wurden zwei Bilder des Künstlers bei Christie’s London für $530,000 und $270,000 verkauft. Wichtigster Handelsplatz für seine Arbeiten ist derzeit Hongkong. Hier wurde 2022 das Gemälde Mobile-Phone Robot and Laptop-Computer Boy (1996) erworben.

## Ausstellungen

### Ausgewählte Einzelausstellungen
1996: Tadayou Hito – Guardian Garden Gallery, Ginza, Tokyo, Japan
1999: Ishida Tetsuya – Gallery Q&QS, Ginza, Tokyo, Japan
2003: Tetsuya Ishida – Gallery Iseyoshi, Ginza, Tokyo, Japan

### Ausgewählte Gruppenausstellungen
- 1995: 6th Hitotsubu Exhibition – Tokyo, Japan
- 1997: JACA Japan Visual Arts Exhibition
- 1998: Christie’s “Asia Avant Garde” Exhibition – London, United Kingdom
- 1998: 7th Liquitex Exhibition
- 1999: Nippon International Contemporary Art Festival – Tokyo, Japan
- 2001: VOCA Exhibition – Tokyo, Japan
- 2011: OUR MAGIC HOUR: How Much of the World Can We Know? – Yokohama Triennale, Yokohama, Japan
- 2015: Japan Pavilion – Venice Biennale, Venice, Italy
- 2020: Taipei Dangdai – Taipei, Taiwan
- 2021: Hong Kong Exchange – Gagosian, Hong Kong, China

### Retrospektiven
- 2006: Fear – The Hidden Sign – Gallery Iseyoshi, Ginza, Tokyo, Japan
- 2006: Drifter – Guardian Garden Gallery, Ginza, Tokyo, Japan
- 2006: Solo Retrospective – Gallery Q, Ginza, Tokyo, Japan
- 2007: A Little Exhibition – CB Collection Roppongi, Tokyo, Japan
- 2007: The Person Who Was Not Able to Fly – Sunpu Museum, Shizuoka, Japan
- 2008: Tetsuya Ishida – Our Self Portraits – Nerima Art Museum, Tokyo, Japan
- 2013: Tetsuya Ishida – Gagosian, Hong Kong, China
- 2013: Note of Tetsuya Ishida – Ashikaga Museum of Art, Tochigi, Japan
- 2014: Notes, Evidence of Dreams – Tonami Art Museum, Tonami, Japan
- 2014: Tetsuya Ishida: Saving the World with a Brushstroke – Asian Art Museum, San Francisco, California
- 2019: Tetsuya Ishida – Self-Portrait of Other – Museo Nacional Centro de Arte Reina Sofia, Madrid, Spain
- 2019: Tetsuya Ishida – Self-Portrait of Other – Wrightwood 659, Chicago, Illinois
- 2020: Tetsuya Ishida – Gagosian, New York, New York

## Illustrationen / Buchcover (Auswahl)
- 大槻ケンヂ「のほほん人間革命」 (Ôtsuki Kenji: Nohohon-ningen kakumei)
- 大槻ケンヂ「猫を背負って町を出ろ！」 (Ôtsuki Kenji: Neko wo seotte machi wo dero!)
- 井上ひさし「四十一番の少年」(Inoue Hisashi: Yonjûichiban no shônen)
- 大槻ケンヂ「暴いておやりよドルバッキー」(Ôtsuki Kenji: Abaite oyariyo dorubakkii)
- 斎藤環「ひきこもり文化論」(Saitô Tamaki: Hikikomori bunkaron)

## Auszeichnungen und Preise
- 1995: Grand Prize in Graphic Arts at 6th Hitotsubu Exhibition
- 1995: Mainichi Design Award
- 1996: Encouragement Prize at Mainichi Design Award
- 1997: Grand Prize JACA Japan Visual Arts Exhibition
- 1998: Encouragement Prize at Kirin Contemporary Awards
- 2001: Encouragement Prize at VOCA Exhibition
- 2009: Purple Japanese Medal of Honor (Posthum an Ishidas Eltern verliehen)

## Publikationen
- 『石田徹也遺作集』 (Ishida Tetsuya yuisakushû / Ishida Tetsuyas Hinterlassenes Werk) 求龍堂 2006年 ISBN 978-4-7630-0629-5
- 『石田徹也全作品集』(Ishida Tetsuya zensakushû / Ishida Tetsuyas Gesamtwerk) 求龍堂 2010年 ISBN 978-4-7630-1006-3
- 『石田徹也ノート』(Ishida Tetsuya nôto / Ishida Tetsuyas Notizen) 求龍堂　2013年　ISBN 978-4-7630-1307-1
- 『TETSUYA ISHIDA』 Gagosian Gallery 2013年　ISBN 978-1-938748-05-9
- 『Autorretrato de Otro』 Museo Nacional Centro de Arte REINA SOFIA 2019年　ISBN 978-84-8026-593-5
- 『Self-portrait of other』 Wrightwood659 2019年　ISBN 978-84-8026-594-2

## Biographische Dokumentationen / Fernsehbeiträge
- 『悲しみのキャンパス』(Kanashimi no kyanpasu / Trauriger Campus) Ausgestrahlt am 17. Februar 2006, NHK.
- 『飛べなくなった人』(Tobenakunatta hito / Mensch, der nicht mehr fliegen kann) Ausgestrahlt am 26. April 2008, Terebi Tokio.
- 『石田徹也とボクとわたし〜ロスジェネの肖像〜』(Ishida Tetsuya to boku to watashi – rosujene no shôzô / Ishida Tetsuya und ich und ich – ein Porträt der Verlorenen Generation) Ausgestrahlt am 2. September 2010, Fuji Television Network, Inc.
- 『聖者のような芸術家になりたい～夭折（ようせつ）の画家・石田徹也～』(Seisha no yô na geijutsuka ni naritai – yôsetsu no gaka Ishida Tetsuya / Ich möchte ein Künstler werden, der wie ein Heiliger ist – zum verstorbenen Maler Ishida Tetsuya) Ausgestrahlt am 29. September 2013, NHK.
- 『ナイフの行方』(Naifu no yukue / Wohin das Messer gelangte) Ausgestrahlt am 22. Dezember 2014, NHK; Drehbuch Yamada Taichi.